# 藤目城
藤目城（ふじめじょう）は、香川県観音寺市粟井町竹成にあった中世日本の城（山城）。別名藤ノ目城。

## 概要
藤目城は阿讃山脈から三豊平野に達する先端に藤目山の山頂部及び東側の尾根上に位置している。山頂部に本丸があったといわれ、その他にも四国八十八ヶ所霊場のミニ霊場が設置されている。山頂以外には藤目稲荷神社、藤目不動院、剣山拝殿がある。
北東方向に天霧城跡を望むことが出来る。

## 歴史
斎藤氏は加賀国（現・石川県）の出身で斎藤師郷の父、斎藤信国がこの地に来たことより始まる。1万3千石を領して築城したといわれる。

### 藤目城の戦い

#### 背景
天正4年（1576年）、斎藤師郷は縁故関係があった白地城の大西頼包の誘いに乗じて、長宗我部元親に降伏し、孫を人質として頼包に送った。
しかし、これを知った讃岐の諸豪族は怒り、特に聖通寺城城主奈良勝政は阿波の十河存保に藤目城攻めを依頼した。これで藤目城は同じ国の者同士と戦うこととなった。

#### 藤目城攻撃
十河存保は天霧城主香川氏と奈良勝政に命じ、藤目城を攻めさせた。
天正6年（1578年）夏、奈良勝政は長尾大隅守、羽床氏、香川民部少輔など那珂・鵜足・阿野の兵3千を引き連れて藤目城を攻撃。斎藤師郷方は元親家臣、桑名太郎左衛門・浜田善右衛門など兵1千がいたが、香川氏が兵3千を率いてこれらに加わるという流言が飛び、斎藤師郷は闇夜に阿波へ逃げた。

奈良勝政は城に入り、新目弾正を城代として城を守らせた。

#### 合戦
元親は藤目城攻撃に香川氏が参加しなかったのを見て、機が満ちたと考え、その年の秋に財田本條城に進出した。本條城主・財田和泉守は香川氏に援兵を求めたが断られ、討死した。元親は5千の兵を率いて藤目城に迫った。
守将・新目弾正は名だたる勇将で、まず伏兵をもって奇襲攻撃をし、混乱する土佐勢を目前に城へ引き返した。
松茸山に陣する土佐勢は城中めがけて盛んに鉄砲を撃ったが、抵抗は強く元親自身も突撃した。長宗我部氏にとって最初の讃岐戦において史上稀に見る激戦であった。
夜に入り城の一角が崩れるとそこから城内に侵入し明け方陥落した。弾正以下5百人は全滅し、土佐勢も7百人が戦死した。旧城主の斎藤師郷は再び城に帰還した。